# Curan
Curan är en kommun i departementet Aveyron i regionen Occitanien i södra Frankrike. Kommunen ligger  i kantonen Salles-Curan som ligger i arrondissementet Millau. År 2022 hade Curan 302 invånare.

## Befolkningsutveckling
Antalet invånare i kommunen Curan
Referens: INSEE